# Bolungarvík
Bolungarvík ([ˈpɔːluŋkarˌviːk]ⓘ) es un municipio y un pueblo libre localizado al noroeste de la Islandia, situado en la zona septentrional de la región de Vestfirðir, aproximadamente a 13 kilómetros de la ciudad de Ísafjörður y 473 km de la capital Reikiavik.	

## Geografía
Se encuentra a orillas del océano Ártico. El municipio limita por el sur con el municipio de Ísafjarðarbær, el cual lo circunda.

## Historia
Según el Landnámabók Þuríður y Sundafyllir se asentaron entre hermanos y se hechizaron mutuamente, ya que ambos fueron calificados hechiceros. Þuríður recibió un hechizo en el cual pasaría la eternidad como un monolito, el cual sería defecado por las aves. Þjóðólfur a su vez recibió un hehizo de su hermana en el que sería llevado por el viento. El pilar que supuestamente se derrumbó en Þuríður a mediados de 1836. La leyenda dice que esa misma noche Þjóðólfur se hundió en el mar. Esa noche, supuestamente, fueron finalmente desencantados.

## Demografía
| Gráfica de evolución de Bolungarvík entre 1910 y 2020 |
|                                                       |

Bolungarvík albergaba a una población de 962 habitantes en 1 de diciembre de 2008 y tiene un área de 108 kilómetros cuadrados, lo que lo convierte en el más pequeño de los municipios de Vestfirðir.

## Turismo
Es uno de los puertos pesqueros más antiguos de Islandia. El paisaje atrae a algunos turistas en verano. Hay un camping, una piscina cubierta, un museo de historia natural y un museo al aire libre de pesca. Sus alrededores son destinos muy populares para la práctica de senderismo, paseos a caballo y observación de aves. El pueblo tiene apartamentos en alquiler y todos los servicios básicos, tales como una tienda, un banco, una oficina de correos y un centro de atención de la salud.

## En cinematografía
Bolungavik fue el lugar de rodaje de Nói albinói, una película de Dagur Kári sobre un adolescente que vive en un remoto pueblo islandés.

## Galería

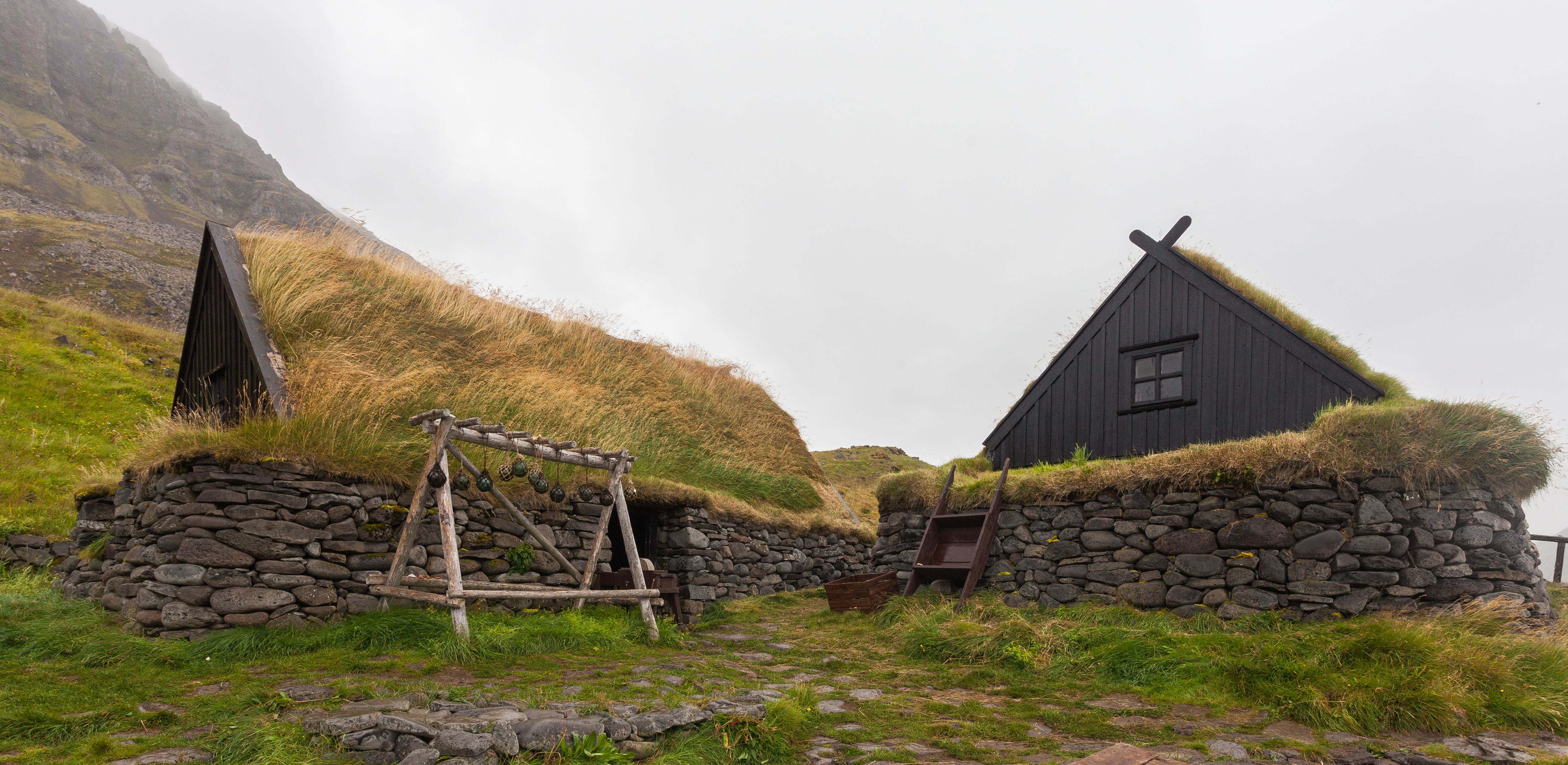
Museo marítimo Ósvör
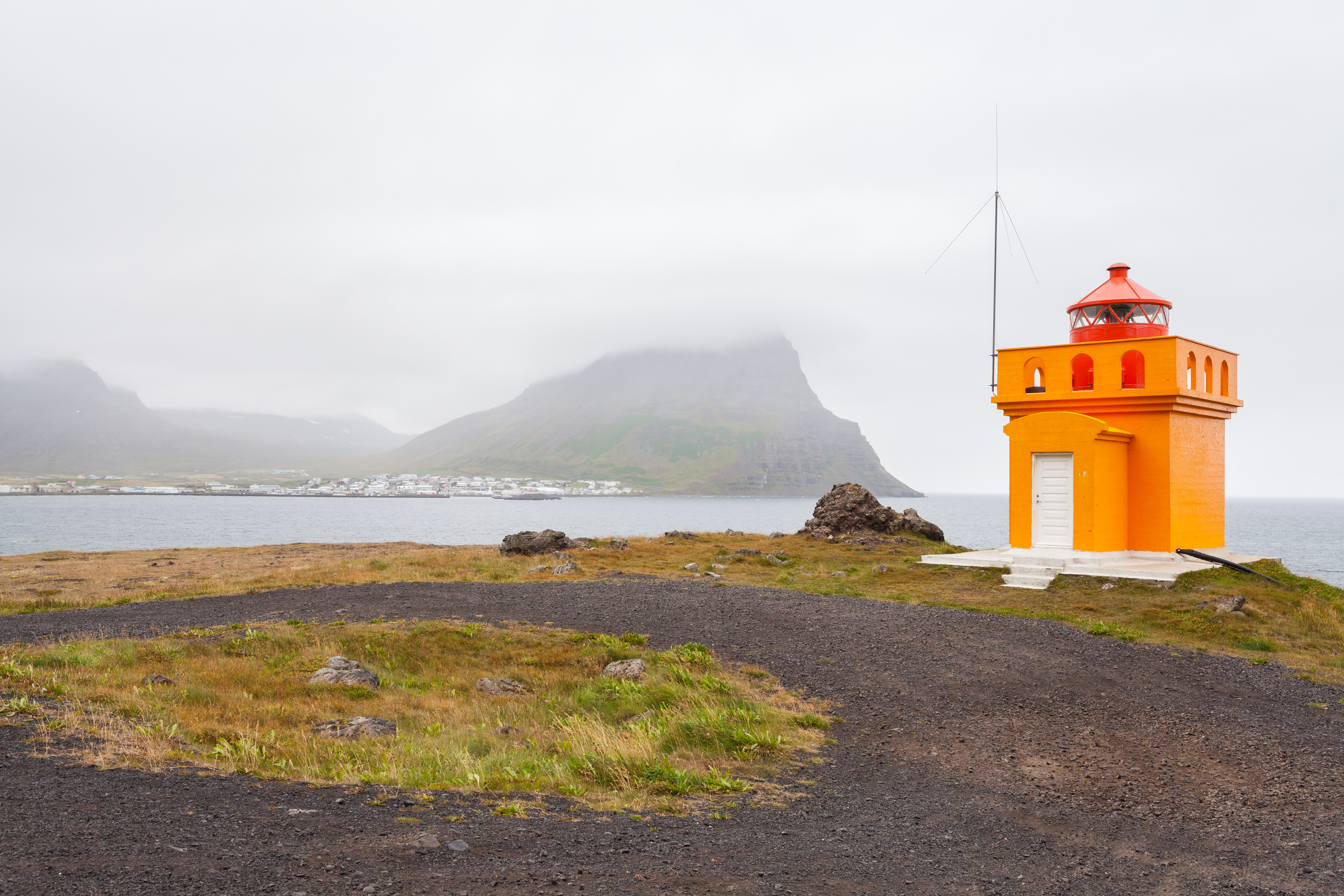
Faro Óshólaviti
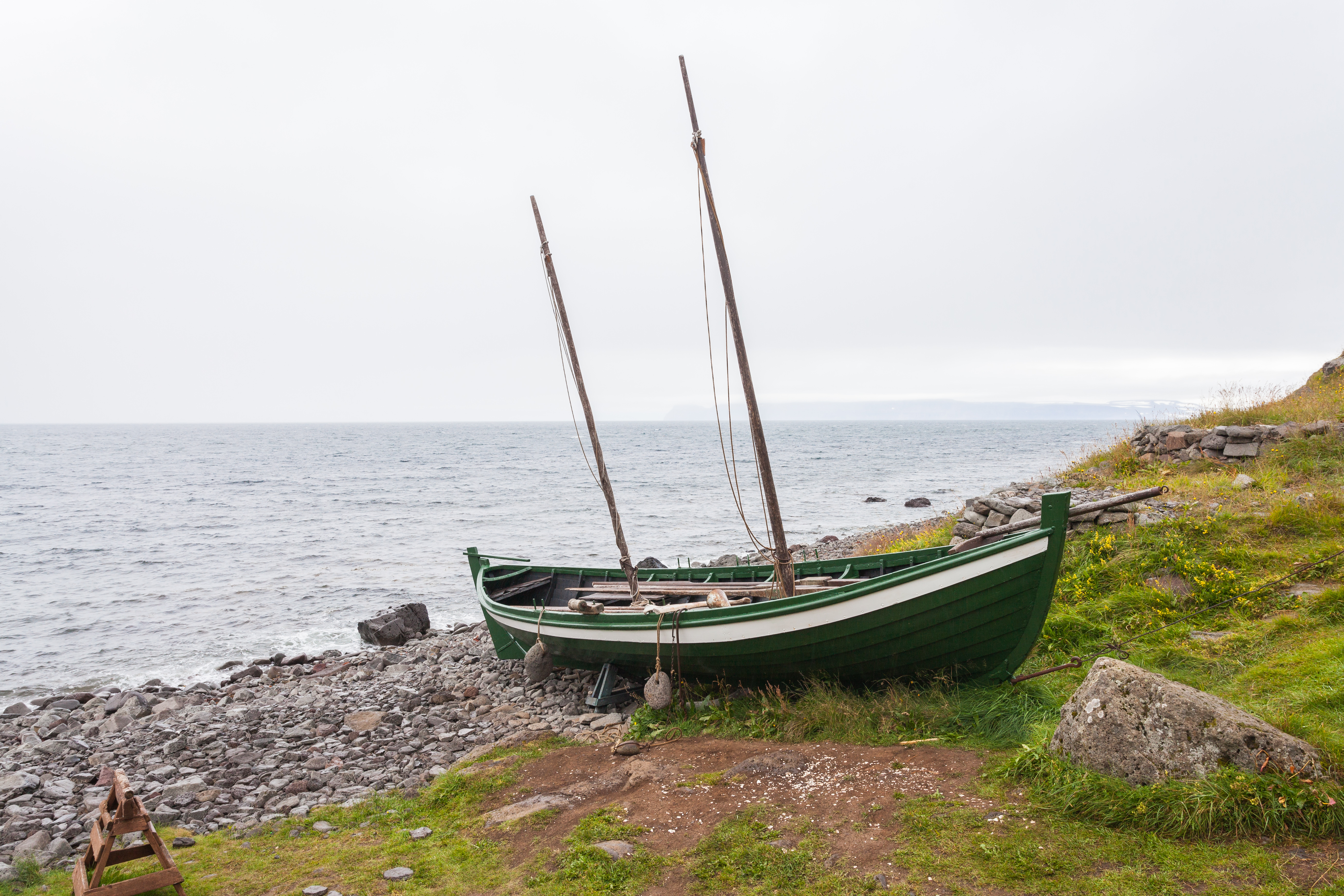
Costa de Bolungarvík